# Xúlguino (Tula)
|  | Per a altres significats, vegeu «Xúlguino». |

Xúlguino (en rus: Шульгино) és un poble de l'óblast de Tula, a Rússia, segons el cens del 2010 tenia 160 habitants.